# دعوى استرداد
دعوى الاسترداد في القانون شكوى للتعويض عن الاستيلاء غير المشروع على الممتلكات المنقولة. يبدأ من قبل فرد يدعي أن له حقًا أكبر في حيازته المباشرة من المالك الحالي. لكي تنجح دعوى الاسترداد يجب على المدعي أولاً إثبات أن له حقًا أفضل في حيازة المتاع أكثر من المدعى عليه وثانيًا رفض المدعى عليه إعادة المتاع مرة واحدة التي طلبها المدعي. تسمح دعوى الاسترداد بتعويض الأضرار لقيمة المتاع ولكن على عكس معظم أضرار التداخل الأخرى أيضًا فإنها تسمح باستعادة المتاع المحدد الذي حُجِب.